# Charles-Albert Poissant
Pour les articles homonymes, voir Poissant.
Charles-Albert Poissant (Montréal, 1925 - 11 mars 2011) est un philanthrope et homme d'affaires québécois.

## Biographie
Né à Montréal, Charles Albert Poissant a reçu en 1953 son diplôme de l’École des Hautes Études Commerciales (HEC). Entré stagiaire chez Middleton Hope & Co, le bureau de comptables agréés anglophone qui deviendra KPMG, Charles-Albert Poissant se hissera jusqu'au poste d'associé principal pour le Québec, puis à la direction nationale . Il en a dirigera les destinées pendant près de 10 ans.
Au cours de sa carrière, Charles-Albert Poissant a été le bras droit et principal collaborateur de Pierre Péladeau, dont il a été le conseiller d’affaires depuis les débuts en 1950. Il a ainsi contribué de manière significative à l’édification de l’empire Quebecor en étant, par exemple, négociateur pour toutes les acquisitions de l’entreprise. De 1987 à 1997, Charles-Albert Poissant a été chef de la direction et président du conseil de Donohue Inc. En 1999, il passe à la présidence du conseil d’administration de Quebecor Inc. Monsieur Poissant a été le premier président du conseil et chef de la direction francophone d’un producteur de papier journal au Canada.
Très engagé auprès de la communauté, il est tour à tour président de l’Ordre des comptables agréés du Québec, membre de la commission Bélanger Campeau sur l’avenir politique et constitutionnel du Québec, président du Comité consultatif triennal chargé d’étudier la rémunération, le régime de retraite et autres avantages sociaux des juges de la Cour du Québec, président de l’Association fiscale internationale (IFA) - division canadienne et membre du comité exécutif à Londres, conseiller financier du Comité sénatorial permanent des banques et du commerce du Canada pendant 10 ans et ex-administrateur de la Banque nationale du Canada, d'Hydro-Québec, des Réseaux Premier Choix Inc. et de l’Hôpital du Sacré-Cœur de Montréal.
Depuis une dizaine d’années, Charles-Albert Poissant se consacre activement à des œuvres philanthropiques et offre son expertise de manière bénévole à diverses fondations dans le domaine de l’éducation et de la santé. Au nombre des activités sociales qu’il appuie, mentionnons qu’il a été membre du conseil d’administration de la Fondation de l’université du Québec à Montréal, de la Fondation de l’hôpital du Sacré-Cœur de Montréal, de la Fondation Paul Gérin-Lajoie et de l’Institut national canadien pour les aveugles. Il a aussi été président de la Corporation des Jeux du Québec et ambassadeur à la finale des Jeux du Québec à Matane. Il se rendait encore chaque jour au siège social de Quebecor.
Lors des dernières années de sa vie, Charles-Albert Poissant a aussi développé un intérêt et une préoccupation croissante pour les questions relatives à la « gouvernance et l’aide au développement », notamment pour l’étude des mécanismes régissant les apports d’aide des pays riches vers les pays en voie de développement. Issu d’un milieu modeste, il sait combien l’aide structurée et bien ciblée peut changer des choses et améliorer des vies. La mission de la nouvelle chaire qu’il a contribué à fonder à l’UQAM en 2006 vise principalement le meilleur usage et le meilleur contrôle des flots d’aide comme celle du Canada vers les pays d’Afrique, de même aussi qu’à un niveau plus régional, celle des organismes de bienfaisance québécois et montréalais. Les recherches effectuées dans le cadre de la Chaire C-A Poissant, doivent mener entre autres à l’établissement d’un code d’éthique en matière d’aide nationale et internationale.
« À 82 ans, Charles-Albert Poissant refuse d'accrocher ses patins. Il veut changer le monde », dit la responsable des communications de sa maison d'édition, Anne Béland. Dans ce qu'on pourrait appeler un « coming-out spirituel », l'homme d'affaires devenu philanthrope vient de publier le secret de sa bonne humeur et de sa réussite en affaires. Un secret, disons-le tout de suite, qui n'est pas près d'être enseigné dans les écoles de comptabilité. Car il passe par le subconscient. ». Le truc : à l’heure où la plupart d’entre nous se réveillent en grognant contre le réveille-matin, Charles-Albert Poissant bondit du lit et clame haut et fort : «Tous les jours, et à tout point de vue, je vais de mieux en mieux.». Le mantra lui vient d’Émile Coué, un pharmacien français né en 1857 et consacré « père de la pensée positive » » (Philippe Mercure, 2007). Ce mantra a guidé sa vie. Marié à Florence Drouin, père de quatre enfants (Marc-André Poissant, Louise Poissant, Hélène Poissant, Isabelle Poissant) et huit petits enfants  (Laurence Poissant, Léonard Poissant, Charles Poissant Lespérance, Clara Lespérance, Louis Lespérance, Julia Poissant, Florence Poissant Lafontaine, Godefroy Lafontaine).

## Récompenses
M. Poissant reçut plusieurs récompenses prestigieuses au cours de sa carrière :
- Il a été nommé fellow de l'ordre des comptables agréés du Québec en 1984 ;
- Il est devenu membre de l'ordre du Canada en 1996 ;
- Il est récipiendaire d’un Doctorat Honoris Causa en « Law Studies » (études de droit) de l’Université Concordia en 1999.

## Publications
« Donohue : L'histoire d'un grand succès québécois », Québec Amérique, 1998.
« How to Think Like a Millionaire: Ten of the Richest Men in the World and the Secrets of Their Success », HarperCollins Publishers Ltd, 2001.
« Réussir. Programmer son succès », Éditions Logiques, 2007.

## Implications philanthropiques
Fondation Paul-Gérin-Lajoie
La Fondation Paul Gérin-Lajoie a pour mission de contribuer à l'éducation de base des enfants et à l'alphabétisation des adultes dans les pays les plus démunis, de même qu'à l'éveil aux réalités internationales chez les enfants des écoles primaires au Canada.
Fondation de l'Institut canadien des aveugles
Les principaux objectifs de l’Institut national canadien des aveugles sont : 
- l'amélioration de la qualité de vie des personnes handicapées visuelles ;
- la prévention de la cécité ;
- la promotion des services d'amélioration de la basse-vision.

Fondation de l'Hôpital du Sacré-Cœur de Montréal
Sa mission est de recueillir des dons afin de soutenir financièrement le développement de l'Hôpital du Sacré-Cœur de Montréal. Cet appui se traduit par l’acquisition d’équipements médicaux spécialisés et ultra-spécialisés, la promotion des activités de recherche, la formation des médecins et l’amélioration des soins et services prodigués par l’hôpital auprès des patients.
Chaire Charles-Albert Poissant de transplantation cornéenne de l'Université de Montréal
Chaire exclusivement destinée à la recherche d’une cure à la cécité, à l’amélioration de la vue et même à la rétablir.
Chaire Charles-Albert Poissant sur la gouvernance et l'aide au développement de l'UQAM
La chaire a comme objectif premier de réfléchir à la transparence des flux d’aide et d’investissement et sur l’adéquation des stratégies de développement que ces flux cherchent à promouvoir, apportant ainsi une contribution novatrice dans le domaine du développement international et de la coopération internationale.
Campagne Prenez position pour l'UQAM
La campagne Prenez position pour l'UQAM est présidée par Réal Raymond, président et chef de la direction de la Banque nationale et diplômé de l'ESG-UQAM. Elle vise à financer des projets stratégiques de développement et à appuyer la formation des étudiants. À ce jour, 53 M$ ont été recueillis auprès de partenaires du milieu des affaires, de la collectivité universitaire, des diplômés et amis de l'université.